# Spanish International 1976
Die Spanish International 1976 im Badminton fanden in Vigo statt. Es war die dritte Auflage des Turniers, damals noch als Tournament City of Vigo betitelt.

## Titelträger
| Disziplin    | Sieger                     |
| ------------ | -------------------------- |
| Herreneinzel | Pedro V. Blach             |
| Dameneinzel  | Margarida Cruz             |
| Herrendoppel | Jorge Cruz João Brás       |
| Damendoppel  | nicht ausgetragen          |
| Mixed        | Pedro V. Blach Isabel Cruz |